# Ružica Sokić
Ružica Sokić (in serbo Ружица Сокић?), conosciuta anche come Ruža Soda, (Belgrado, 14 dicembre 1934 – Belgrado, 19 dicembre 2013) è stata un'attrice e scrittrice serba.

## Biografia
Ružica Sokić è nata a Belgrado, figlia di un commerciante e comproprietario dell'allora giornale ''Pravda'', Petar Sokić (1893-1964). Fin da bambina ha partecipato al gruppo di teatro radiofonico per bambini di Radio Belgrado. Nel 1958 si è diplomata in recitazione all'Accademia di Teatro, Cinema, Radio e Televisione nella classe del prof. Josip Kulundžić. Come attrice ha debuttato per la prima volta sul palcoscenico del contemporaneo Teatro nazionale, rimanendone membro per breve tempo. Infatti, nel 1962 si è trasferita all'Atelier 212, teatro del quale ha fatto parte fino al suo ritiro.
Alla celeberrima attrice è stata diagnosticata la malattia di Alzheimer. Il 19 dicembre 2013, all'età di 79 anni, in seguito a un lungo periodo di malattia, è morta nella sua città natale in Serbia.
In quanto artista meritevole, Ružica Sokić ha ricevuto un riconoscimento nazionale dal Ministero della Cultura della Repubblica di Serbia, mentre la Città di Belgrado l'ha proclamata cittadina meritevole.

### Carriera
Sokić ha iniziato la sua carriera di attrice nel 1957 e l'ha terminata interpretando il suo ultimo ruolo nel 2011. Nel corso degli anni ne ha recitati svariati, tra cui: 97 nei teatri, 28 televisivi, 57 in serie TV, 199 radiofonici e 51 cinematografici.
Oltre che nella sua città natale, ha recitato in 80 produzioni teatrali trasmettendo la gloria del suo Paese in diverse capitali europee, in Russia (Mosca, Pietrogrado), negli Stati Uniti (New York, Los Angeles, Ridgewood, Patterson), in Messico così come in molti altri paesi.
Si è distinta anche come interprete di ruoli lirici, comici e tragicomici, soprattutto nel repertorio di drammaturghi nazionali e in opere straniere di drammaturgia moderna. Nell'ottobre 2010 ha pubblicato il libro Strast za letenje (La passione per il volo).

### Fondazione Ružica Sokić
La Fondazione Ružica Sokić nasce su iniziativa del marito Miroslav Lukić, il quale ne era anche il direttore. La Fondazione assegna un premio per i giovani artisti teatrali e i suoi obiettivi sono promuovere, proteggere e migliorare l'arte e le attività umanitarie.
Nell'edificio della fondazione, nel quale Ružica ha trascorso la maggior parte della sua vita, è stata apposta una targa commemorativa.
(Targa commemorativa in onore di Ružica Sokić.)

## Filmografia parziale
- Subotom uveče, regia di Vladimir Pogačić (1957)
- Zvizduk u osam, regia di Sava Mrmak (1962)
- Zemljaci, regia di Zdravko Randić (1963)
- Mars na Drinu , regia di Žika Mitrović (1964)
- Gorki deo reke, regia di Jovan Zivanović (1965)
- Vreme ljubavi, regia di Nikola Rajić e Vlada Petrić (1966)
- Bokseri idu u raj, regia di Branko Ćelović (1967)
- Dim, regia di Slobodan Kosovalic (1967)
- Ljubavni slučaj ili tragedija službenice P.T.T , regia di Dušan Makavejev (1967)
- Kad budem mrtav i beo, regia di Živojin Pavlović (1967)
- Ima ljubavi, nema ljubavi, regia di Živojin Pavlović (1967)
- Sedmina, regia di Matjaz Klopcić (1969)
- Cross Country, regia di Mladomir Puriša Đorđević (1969)
- Ljubav i poneka psovka, regia di Antun Vrdoljak (1969)
- Tragovi crne devojke, regia di Zdravko Randić (1972)
- Žuta, regia di Vladimir Tadej (1973)
- Uzička Republika, regia di Žika Mitrović (1974)
- Hitler iz naseg sokaka, regia di Vladimir Tadej (1975)
- Poznajete li Pavla Pleša?, regia di Jovan Aćin e Miljenko Dereta (1975)
- Čuvar plaže u zimskom periodu, regia di Goran Paskaljević (1975)
- Hajducka vremena, regia di Vladimir Tadej (1977)
- Leptirov oblak, regia di Zdravko Randić (1977)
- Nije nego, regia di Mića Milošević (1978)
- Pakleni otok, regia di Vladimir Tadej (1979)
- Avanture Borivoja Šurdilovića, regia di Aleksandar Đorđević (1980)
- Savamala, regia di Žika Mitrović (1982)
- Tesna koža, regia di Mića Milošević (1982)
- Ja sam tvoj Bog, regia di Zvonimir Maycug (1983)
- Vojnici, regia di Zvonimir Maycug (1984)
- Ada, regia di Milutin Kosovac (1985)
- Druga Žikina dinastija, regia di Zoran Čalić (1985)
- Majstor i šampita, regia di Svetislav Prelić (1986)
- Oktoberfest, regia di Dragan Kresoja (1987)
- Tesna koža 2, regia di Milan Živković (1987)
- Već viđeno, regia di Goran Marković (1987)
- Šta radiš večeras, regia di Predrag Velinović (1988)
- Tesna koža 3, regia di Aleksandar Đorđević (1988)
- Jednog lepog dana, regia di Božidar Nikolić (1988)
- Seobe, regia di Aleksandar Petrović (1989)
- Tesna koža 4, regia di Milan Živković (1991)
- Original falsifikata, regia di Dragan Kresoja (1991)
- Bračna putovanja, regia di Ratko Orozović (1991)
- Tango argentino, regia di Goran Paskaljević (1992)
- Pun mesec nad Beogradom, regia di Dragan Kresoja (1993)
- Tamna je noć, regia di Dragan Kresoja (1995)
- Proputovanje, regia di Marko Sopić, Dusan Popović, Srdjan Radojković (1999)
- Normalni ljudi, regia di Oleg Novković (2001)
- Sve je za ljude, regia di Dragoslav Lazić (2001)
- Zona Zamfirova, regia di Zdravko Sotra (2001)
- Zvezde ljubavi, regia di Milan Spasić (2005)
- Tesna koža 5, regia di Nebojsa Radosavljević (2013)
- Otvoreni kavez, regia di Sinisa Galić (2015)